# 拉格罗莱圣尼古拉
拉格罗莱圣尼古拉（法語：Lagraulet-Saint-Nicolas，法語發音：[laɡʁolɛ sɛ̃ nikɔla]）是法国上加龙省的一个市镇，属于图卢兹区。

## 地理
拉格罗莱圣尼古拉（43°47'38"N, 1°4'44"E）面积16.11 平方千米，位于法国奧克西塔尼大區上加龙省，该省份为法国西南部内陆省份，西南端与西班牙接壤，自此顺时针与上比利牛斯省、热尔省、塔恩-加龙省、塔恩省、奥德省和阿列日省接壤。
与拉格罗莱圣尼古拉接壤的市镇（或旧市镇、城区）包括：布亚克、博皮、加列斯、布里涅蒙、卡巴纳克-塞冈维尔、科镇、德吕达斯、皮塞居尔。

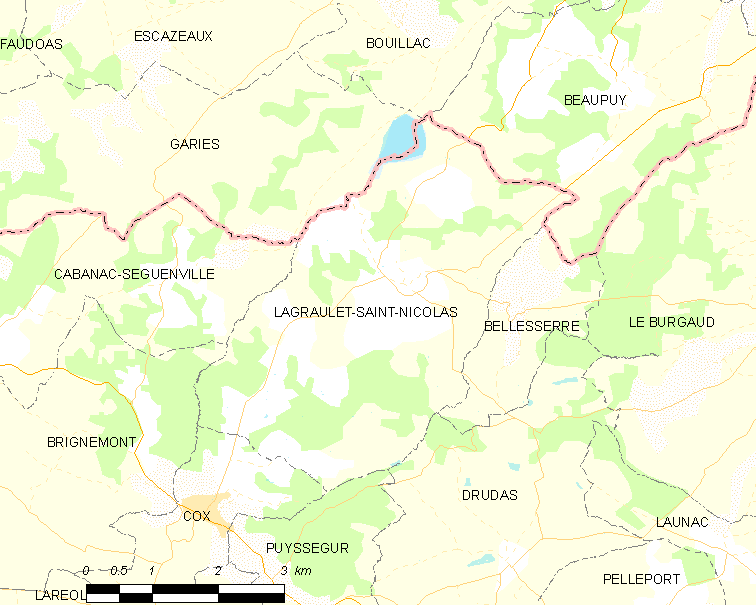
拉格罗莱圣尼古拉的OSM定位图

拉格罗莱圣尼古拉的时区为UTC+01:00、UTC+02:00（夏令时）。

## 行政
拉格罗莱圣尼古拉的邮政编码为31480，INSEE市镇编码为31265。

## 政治
拉格罗莱圣尼古拉所属的省级选区为莱格万县。

## 人口

1962-2008年间拉格罗莱圣尼古拉人口变化图示

拉格罗莱圣尼古拉于2022年1月1日时的人口数量为283人。